# St.-Johannes-Kirche (Strückhausen-Kirchdorf)

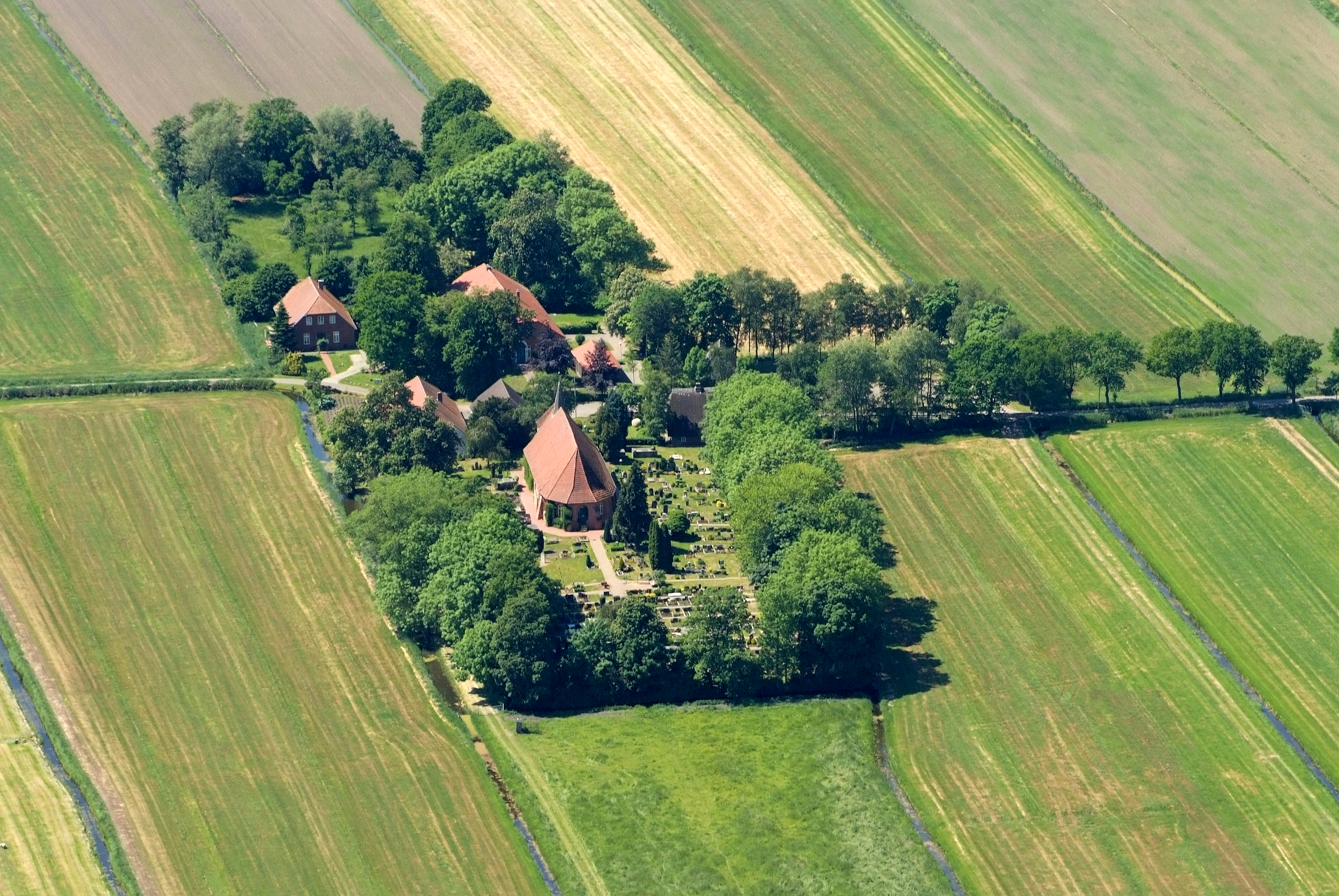
Luftbild der St.-Johannes-Kirche in Strückhausen

Die St.-Johannes-Kirche ist eine evangelisch-lutherische Kirche in Strückhausen-Kirchdorf, Gemeinde Ovelgönne, Landkreis Wesermarsch in Niedersachsen. Die Saalkirche mit polygonalem Chor aus Backstein wurde 1519 erbaut. Die gotischen Fenster rekonstruierte man in den Jahren 1985 bis 1986. Vor der Westfassade der Kirche befindet sich der Glockenturm und über der Westfassade die Spitze eines Dachreiters.

## Geschichte
Die erste Kirche Strückhausens, auch „olle Kark“ genannt, wurde 1369 von den Grafen Christian und Konrad II. von Oldenburg gebrandschatzt. Der folgende Neubau wurde zwischen 1398 und 1423 ein Opfer des Hochwassers. Erst 1519 erstand die jetzige Kirche unter Verwendung älterer Baureste.

## Ausstattung

### Altar

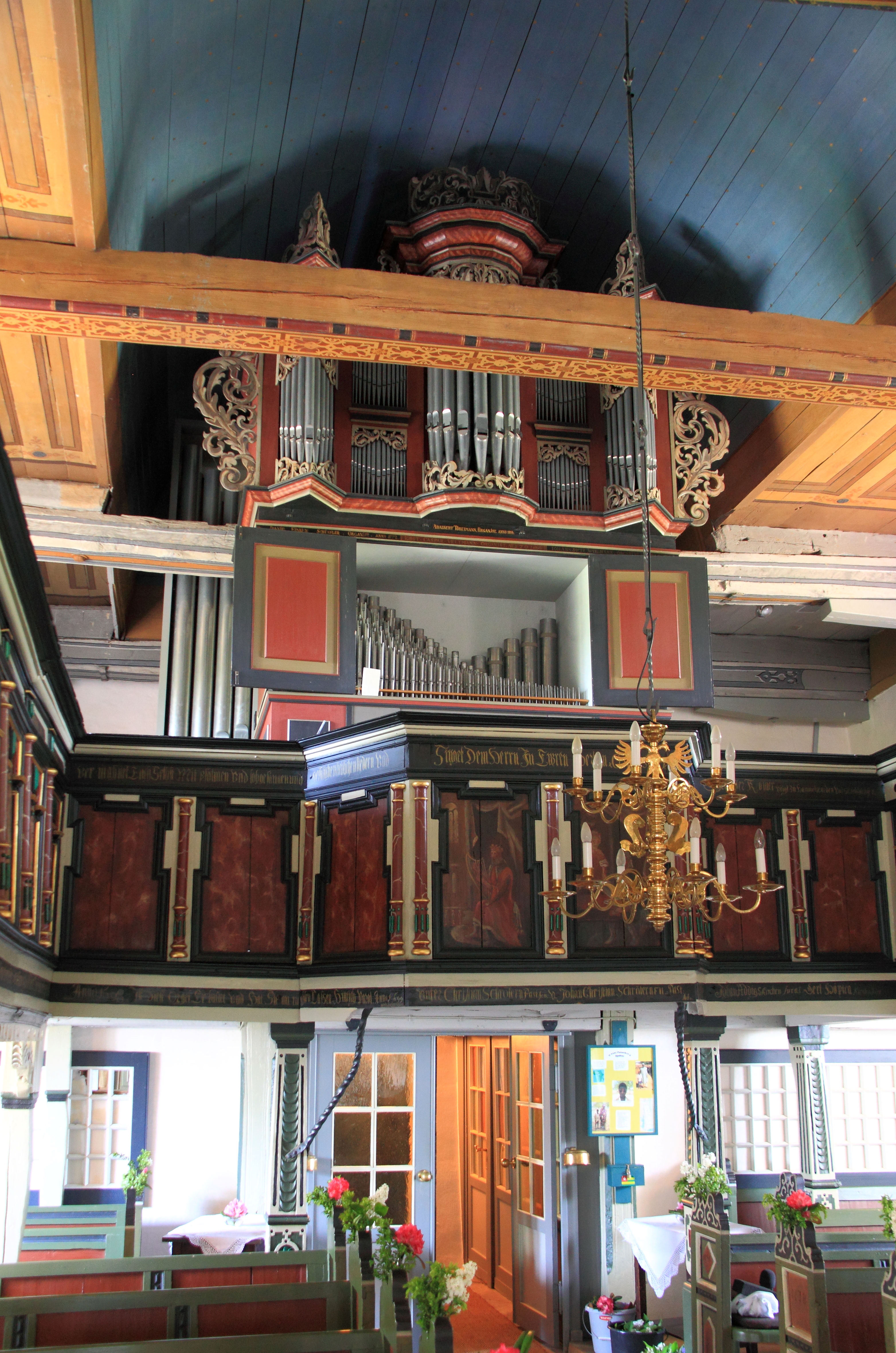
Innenraum mit Orgel

Das barocke Altarretabel von 1743 ist eine Leihgabe der lutherischen Kirche in Esenshamm. Er zeigt in der Predella ein Bild vom Letzten Abendmahl. In der Mitte ist Jesus am Kreuz und unter ihm seine Mutter Maria wie sein Lieblingsjünger Johannes plastisch dargestellt. Links sind – umgeben von einer barocken Rahmung aus zarten durchbrochenen Akanthusranken – Bilder von Moses und den Israeliten beim Blick auf die eherne Schlange und rechts die Kreuztragung Jesu wie der beiden Schächer zu sehen. Letzteres ist ein durchaus ungewöhnliches Passionsbild. Über der Kreuzigung ist – wie bei lutherischen Altären häufig – die Auferstehung dargestellt. Darüber ist der Gottesname „Jahwe“ in hebräischen Buchstaben in Gold geschrieben. Er wird von zwei Engelsköpfen gerahmt.

### Kanzel
Die Kanzel von 1646–1648 im Stil der Spätrenaissance zeigt am Kanzelkorb zwischen Säulen vier – etwas plump geratene – Evangelisten. Der Kanzeldeckel ist von einem etwas gedrungenen auferstandenen Christus bekrönt, der die Weltkugel mit Kreuz in seiner linken Hand trägt.

### Taufstein
Der pokalförmige Taufstein stammt aus dem 16. Jahrhundert. Er wurde 1660 überarbeitet.

### Orgel
Der Prospekt der kleinen Orgel, für die man Platz in der flachen Holzdecke schaffen musste, stammt vom Orgelbauer Arp Schnitger, gebürtig aus dem nahen Schmalenfleet und getauft in der St.-Bartholomäus-Kirche in Golzwarden. Nach Reparaturen und Neubauten sind neben dem Prospekt noch zwei Original-Register von Arp Schnitger erhalten. Das übrige Orgelwerk ist neueren Datums.

### Emporen
Das Innere der Kirche wird von den an drei Seiten umlaufenden Emporen beherrscht. Die Nordempore schuf 1657 der Tischlermeister Arp Schnitger d. Ä., der Vater des berühmten Orgelbaumeisters mit Werkstatt in Hamburg. Die Brüstungen der Emporen sind mit Bilderzyklen versehen, die Darstellungen aus dem Alten wie Neuen Testament zeigen. Die dazu gehörende Bibelstelle ist jeweils oberhalb vermerkt. 18 Bilder stammen aus dem Alten Testament und reichen von der Genesis bis zu Susanna im Bade. Das Neue Testament beginnt mit der Verkündigung und endet mit der Auferstehung. Vorbild für die Bilder war die Illustration der Merianbibel. Die rund 50 biblischen Bilder sind ein klarer Beweis dafür, dass Lutheraner keine Bilderfeinde waren.